# Orlando Marques Vieira
Orlando Marques Vieira (Rio de Janeiro, 29 de novembro de 1932 – Rio de Janeiro, 29 de dezembro de 2023) foi um médico brasileiro.
Foi eleito membro da Academia Nacional de Medicina em 1995, ocupando a Cadeira 75, da qual Raul David de Sanson é o patrono.